# Acalypta lillianis
Acalypta lillianis är en insektsart som beskrevs av Torre-bueno 1916. Acalypta lillianis ingår i släktet Acalypta och familjen nätskinnbaggar. Inga underarter finns listade i Catalogue of Life.